# Il caso Rasputin
Il caso Rasputin (Raspoutine) è un film per la televisione del 2011 di Josée Dayan, con Gérard Depardieu nel ruolo del protagonista, Grigorij Rasputin.